# Čalići
Čalići är en ort i Bosnien och Hercegovina.   Den ligger i entiteten Federationen Bosnien och Hercegovina, i den södra delen av landet, 90 km sydväst om huvudstaden Sarajevo. Čalići ligger 322 meter över havet och antalet invånare är 314.
Terrängen runt Čalići är kuperad åt nordost, men åt sydväst är den platt. Runt Čalići är det ganska tätbefolkat, med 93 invånare per kvadratkilometer.. Närmaste större samhälle är Mostar, 15,2 km nordost om Čalići. 
Omgivningarna runt Čalići är en mosaik av jordbruksmark och naturlig växtlighet.